# Путінею (комуна, Телеорман)
Путінею (рум. Putineiu) — комуна у повіті Телеорман в Румунії. До складу комуни входять такі села (дані про населення за 2002 рік):
- Бедуляса (1060 осіб)
- Кирломану (458 осіб)
- Путінею (1372 особи) — адміністративний центр комуни

Комуна розташована на відстані 107 км на південний захід від Бухареста, 30 км на захід від Александрії, 103 км на південний схід від Крайови.

## Населення
За даними перепису населення 2002 року у комуні проживали 2890 осіб.
Національний склад населення комуни:
| Національність | Кількість осіб | Відсоток |
| -------------- | -------------- | -------- |
| румуни         | 2728           | 94,4%    |
| цигани         | 162            | 5,6%     |

Рідною мовою назвали:
| Мова      | Кількість осіб | Відсоток |
| --------- | -------------- | -------- |
| румунська | 2729           | 94,4%    |
| циганська | 161            | 5,6%     |

Склад населення комуни за віросповіданням:
| Релігія       | Кількість осіб | Відсоток |
| ------------- | -------------- | -------- |
| православні   | 2641           | 91,4%    |
| адвентисти    | 219            | 7,6%     |
| римо-католики | 9              | 0,3%     |
| не релігійні  | 9              | 0,3%     |
| бретрени      | 7              | 0,2%     |
| мусульмани    | 1              | < 0,1%   |

## Зовнішні посилання
- Дані про комуну Путінею на сайті Ghidul Primăriilor